# Teton Village
Teton Village és una concentració de població designada pel cens dels Estats Units a l'estat de Wyoming. Segons el cens del 2000 tenia 175 habitants.

## Demografia
Segons el cens del 2000, Teton Village tenia 175 habitants, 88 habitatges, i 44 famílies. La densitat de població era de 13,5 habitants/km².
Dels 88 habitatges en un 15,9% hi vivien nens de menys de 18 anys, en un 45,5% hi vivien parelles casades, en un 4,5% dones solteres, i en un 50% no eren unitats familiars. En el 36,4% dels habitatges hi vivien persones soles el 8% de les quals corresponia a persones de 65 anys o més que vivien soles. El nombre mitjà de persones vivint en cada habitatge era d'1,99 i el nombre mitjà de persones que vivien en cada família era de 2,68.
Per edats la població es repartia de la següent manera: un 13,1% tenia menys de 18 anys, un 7,4% entre 18 i 24, un 27,4% entre 25 i 44, un 32% de 45 a 60 i un 20% 65 anys o més.
L'edat mediana era de 47 anys. Per cada 100 dones de 18 o més anys hi havia 108,2 homes.
La renda mediana per habitatge era de 80.000 $ i la renda mediana per família de 151.480 $. Els homes tenien una renda mediana de 100.000 $ mentre que les dones 22.917 $. La renda per capita de la població era de 66.928 $. Cap de les famílies i el 5,9% de la població estaven per davall del llindar de pobresa.

## Poblacions més properes
El següent diagrama mostra les poblacions més properes.